# Csang Heng
Csang Heng (Zhang Heng) (Nanjang (Nanyang), i. sz. 78 – Luojang (Luoyang), 139) ókori kínai tudós, csillagász, matematikus, költő volt.
Az első volt Kínában, aki forgó éggömböt készített, amin a horizont és a meridiánvonalak is jelölve voltak. Ezzel és más eszközökkel megfigyelt és katalogizált 320 fényes csillagot. A szabad szemmel látható csillagok számát 11 520-ra becsülte. Megállapította, hogy „az égbolt hatalmas, a Föld pedig kicsi”, ami abban az időszakban radikális kijelentés volt. Csang Heng tisztában volt vele, hogy a Föld és a Hold gömb alakúak, hogy a holdfogyatkozások a Föld árnyékának következményei, és hogy a Hold visszaveri a napfényt.